# Nelson Piquet sr.

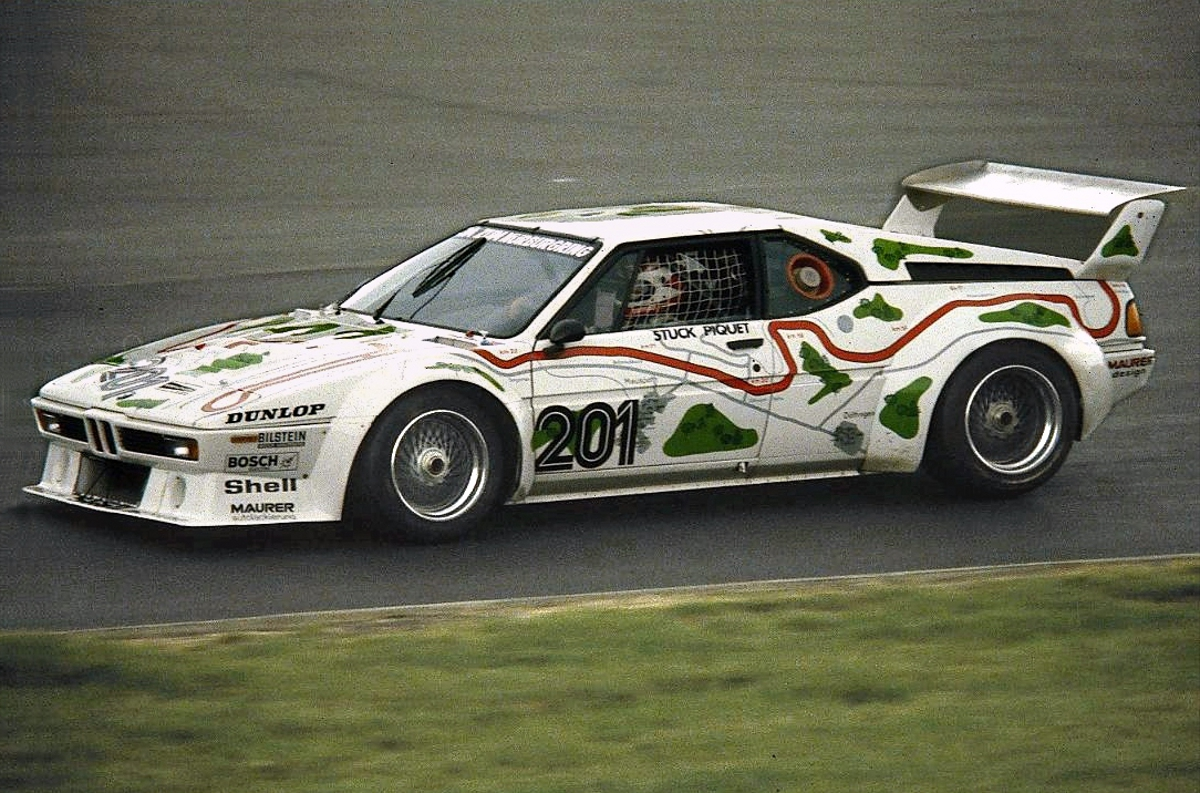
Nelson Piquet traint op de Nürburgring

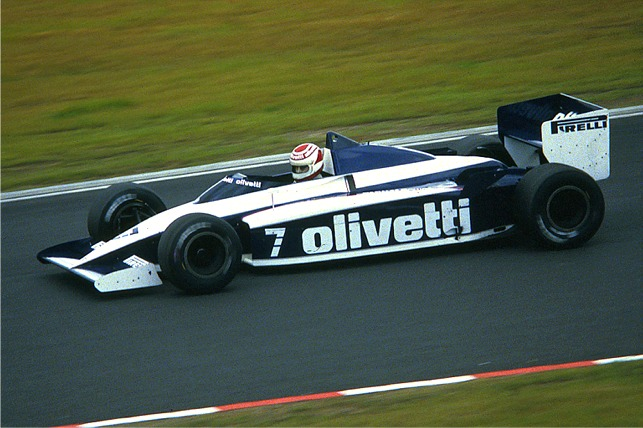
Piquet 1985, Brabham-BMW

Nelson Piquet Souto Maior (Rio de Janeiro, 17 augustus 1952) is een voormalige Braziliaanse autocoureur. In de jaren tachtig groeide hij uit tot een van de belangrijkste Formule 1-coureurs. Hij werd driemaal wereldkampioen.

## Carrière
Nelson Souto Maior was al op jonge leeftijd een begenadigd tennisspeler en werd op zeventienjarige leeftijd naar de Verenigde Staten gestuurd om zijn tennisloopbaan te continueren. Daar raakte hij echter geïnteresseerd in de autosport. Bij terugkomst in Brazilië begon hij een nieuwe carrière in de kart, echter onder de naam van zijn moeder Piquet, om geen argwaan te wekken. Dat hij een voorliefde voor het autoracen had gekregen, wilde hij namelijk voor zijn ouders verhullen. Die, met name zijn vader, hadden immers voor zoonlief een professionele carrière als tennisspeler op het oog.
In 1976 won Piquet het Braziliaanse Formule Super Vee kampioenschap. Op advies van Emerson Fittipaldi reisde Piquet eind 1976 af naar Europa om deel te nemen aan het Britse Formule 3-kampioenschap, voor het team Scuderia Mirabella Mille Miglia aan het seizoen 1977. In dat seizoen eindigde hij in het eindklassement als zevende met 32 punten. Een jaar later 1978 werd hij kampioen voor het team Brastemp/Armo/Hobby met 101 punten en acht overwinningen in één seizoen, waarmee hij het record van meeste aantal overwinningen in één seizoen, dat op naam stond van Jackie Stewart, verbeterde.
Na een gesponsorde race in de Formule 1-wedstrijd Grote Prijs van Duitsland in 1978 voor het team van Ensign, waarin hij als 21ste startte en in ronde 31 met een kapotte motor uitviel, tekende hij voor drie Grands Prix bij het McLaren-team. Hij viel twee keer uit en behaalde één keer een negende plaats, in de Grote Prijs van Italië in 1978. In de laatste Grand Prix van het seizoen 1978, Canada, kwam hij uit voor Brabham als derde coureur. Piquet kwalificeerde zich als veertiende en eindigde als elfde. Toen was al bekend dat de Brit John Watson Brabham zou verlaten en in het seizoen 1979 zou uitkomen voor McLaren. In 1979 reed hij zijn eerste volledige seizoen, bij Brabham met de Oostenrijker Niki Lauda als teamgenoot. Hij eindigde op een zestiende plaats met drie punten.
Nadat Lauda Brabham tijdens de Grand Prix van Canada in 1979 had meegedeeld, dat hij de Formule 1 per direct zou verlaten, werd Piquet eerste rijder bij Brabham. De laatste twee Grands Prix was zijn teamgenoot de Argentijn Ricardo Zunino.
In 1980 was Zunino gedurende de eerste zeven Grands Prix van het seizoen zijn teamgenoot, maar vanwege slechte resultaten werd de Argentijn vervangen door de Mexicaan Héctor Rebaque. In 1980 boekte hij zijn eerste GP-overwinning in Long Beach; hij won de race met een voorsprong van 49 seconden op de Italiaan Riccardo Patrese. Er volgden nog twee zeges. Hij won de Grand Prix van Nederland en die van Italië en had daarnaast nog twee podiumplaatsen: derde tijdens de Grand Prix van Monaco en tweede tijdens de Grand Prix van Groot-Brittannië. Piquet werd met 54 punten vicewereldkampioen na de Australiër Alan Jones, die uitkwam voor het team van Williams.
De eerste Grand Prix van het seizoen 1981 werd geschrapt als officiële Formule 1 Grand Prix; dit kwam door voortdurende strijd tussen de FISA en de FOCA. Hierdoor stonden er alleen Formule 1-bolides aan de start met Ford-Cosworth motoren, die volgens het FISA reglement illegaal waren. Piquet kwalificeerde als eerste en werd tweede tijdens deze race, winnaar was de Argentijn Carlos Reutemann voor het team van Williams. In 1981 won hij opnieuw drie Grand Prix wedstrijden; de Grand Prix van Argentinië, de Grand Prix van San Marino en de Grand Prix van Duitsland, plus vier podiumplaatsen, eenmaal tweede tijdens de Grand Prix van Nederland en driemaal derde tijdens de Grand Prix van de Verenigde Staten West, Frankrijk en Oostenrijk. Hij won zijn eerste wereldkampioenschap met 50 punten voor het team van Brabham, tweede werd Carlos Reutemann met 49 punten en derde met 46 punten Alan Jones, beiden voor het team van Williams. Voor het seizoen van 1982 was Brabham over gestapt van Ford-Cosworth naar BMW-Turbo motoren. De Brabham BT49C was snel maar onbetrouwbaar, waarbij de nieuwe BMW-turbomotor nog aan allerlei kinderziektes leed. Het team gebruikte tijdens de Grand Prix van Brazilië de Ford-Cosworth motoren. Piquet won de Grand Prix van Brazilië; door de extreme warmte tijdens en na de race viel Piquet flauw tijdens de podiumceremonie, maar werd gediskwalificeerd nadat de teams van Ferrari en Renault protest hadden ingediend, omdat de auto te licht was. Hierdoor ging de overwinning naar de Fransman Alain Prost voor het team van Renault. Piquets enige overwinning dat seizoen was de Grand Prix van Canada, tevens de eerste overwinning voor BMW in de Formule 1 als motorleverancier en eenmaal werd hij tweede tijdens de Grand Prix van Nederland. In totaal behaalde hij twintig punten en eindigde als elfde in het eindklassement. Na een tegenvallend seizoen in 1982 werd hij in 1983 opnieuw wereldkampioen, meteen de eerste met een turbomotor.
In 1984 en 1985 werd Brabham overtroffen door het team van McLaren, ook al evenaarde Piquet in 1984 het recordaantal polepositions in één seizoen (9). Voor 1986 tekende Piquet bij Williams, waar hij felle duels uitvocht met ploegmaat Nigel Mansell. Het eerste seizoen bleek Alain Prost de lachende derde die met de titel aan de haal ging, maar in 1987 won Piquet zijn derde wereldtitel, vooral op basis van zijn regelmaat.
In 1988 tekende Piquet voor het Lotus team, wat achteraf een van zijn zeldzame fouten zou blijken te zijn; Lotus was een zinkend schip. In 1990 verhuisde Piquet naar Benetton, waar hij nog drie races won. Aan het einde van 1991 verliet Piquet de Formule 1, na 204 races. Hierin behaalde hij 3 wereldtitels, 23 overwinningen en 24 polepositions.
Hij besloot na zijn Formule 1-carrière naam te maken in de Indycars, maar na een zwaar ongeluk op Indianapolis Motor Speedway hing hij zijn helm voorgoed aan de wilgen.

## Privé
Tegenwoordig is Piquet een succesvol zakenman in Brazilië, onder andere in een firma met tracking producten voor voertuigen.
Piquet heeft zeven kinderen uit vier relaties, Geraldo, Nelson Angelo (aka Piquet jr), Kelly, Julia, Laszlo, Pedro Estacio en Marco. De Braziliaanse Maria Clara is de moeder van Geraldo, de Nederlandse Sylvia Tamsma is de moeder van Nelson Angelo, Kelly en Julia, en Laszlo komt uit een relatie met Katherine Valentin. Hij is op dit moment getrouwd met de Braziliaanse Vivianne de Souza Leão, de moeder van Pedro en Marco.
Nelson Piquet jr had een relatief succesvolle racecarrière, met twee seizoenen in de F1. Pedro Piquet is nog steeds actief (en succesvol) en sinds 2020 actief in de F2. Ook Geraldo en Laszlo zijn actief in de sport, maar op een lager niveau.

## Formule 1 resultaten
| Seizoen | Team                   | Chassis              | Races | Over- winningen | Pole Positions | Podiums | Punten  | Rang |
| ------- | ---------------------- | -------------------- | ----- | --------------- | -------------- | ------- | ------- | ---- |
| 1978    | Ensign McLaren Brabham | Ensign N177 M23 BT46 | 5     | 0               | 0              | 0       | 0       | -    |
| 1979    | Brabham                | BT48                 | 15    | 0               | 0              | 0       | 3       | 15   |
| 1980    | Brabham                | BT49                 | 14    | 3               | 2              | 6       | 54      | 2    |
| 1981    | Brabham                | BT49C                | 15    | 3               | 4              | 7       | 50      | 1    |
| 1982    | Brabham                | BT50                 | 14    | 1               | 1              | 2       | 20      | 11   |
| 1983    | Brabham                | BT52                 | 15    | 3               | 1              | 8       | 59      | 1    |
| 1984    | Brabham                | BT53                 | 16    | 2               | 9              | 4       | 29      | 5    |
| 1985    | Brabham                | BT54                 | 16    | 1               | 1              | 2       | 21      | 8    |
| 1986    | Williams F1            | FW11                 | 16    | 4               | 2              | 10      | 69      | 3    |
| 1987    | Williams F1            | FW11B                | 15    | 3               | 4              | 11      | 73 (76) | 1    |
| 1988    | Team Lotus             | 100T                 | 16    | 0               | 0              | 3       | 22      | 6    |
| 1989    | Team Lotus             | 101                  | 15    | 0               | 0              | 0       | 12      | 8    |
| 1990    | Benetton Formula       | B190                 | 16    | 2               | 0              | 4       | 43 (44) | 3    |
| 1991    | Benetton Formula       | B191                 | 16    | 1               | 0              | 3       | 26,5    | 6    |

### Overwinningen
| Nr. | Grand Prix                              | Jaar | Team     |
| --- | --------------------------------------- | ---- | -------- |
| 1   | Grand Prix van de Verenigde Staten West | 1980 | Brabham  |
| 2   | Grand Prix van Nederland                | 1980 | Brabham  |
| 3   | Grand Prix van Italië                   | 1980 | Brabham  |
| 4   | Grand Prix van Argentinië               | 1981 | Brabham  |
| 5   | Grand Prix van San Marino               | 1981 | Brabham  |
| 6   | Grand Prix van Duitsland                | 1981 | Brabham  |
| 7   | Grand Prix van Canada                   | 1982 | Brabham  |
| 8   | Grand Prix van Brazilië                 | 1983 | Brabham  |
| 9   | Grand Prix van Italië                   | 1983 | Brabham  |
| 10  | Grand Prix van Europa                   | 1983 | Brabham  |
| 11  | Grand Prix van Canada                   | 1984 | Brabham  |
| 12  | Grand Prix van de Verenigde Staten Oost | 1984 | Brabham  |
| 13  | Grand Prix van Frankrijk                | 1985 | Brabham  |
| 14  | Grand Prix van Brazilië                 | 1986 | Williams |
| 15  | Grand Prix van Duitsland                | 1986 | Williams |
| 16  | Grand Prix van Hongarije                | 1986 | Williams |
| 17  | Grand Prix van Italië                   | 1986 | Williams |
| 18  | Grand Prix van Duitsland                | 1987 | Williams |
| 19  | Grand Prix van Italië                   | 1987 | Williams |
| 20  | Grand Prix van Hongarije                | 1987 | Williams |
| 21  | Grand Prix van Japan                    | 1990 | Benneton |
| 22  | Grand Prix van Australië                | 1990 | Benneton |
| 23  | Grand Prix van Canada                   | 1991 | Benneton |

- 1950 G. Farina
- 1951 J. M. Fangio
- 1952 A. Ascari
- 1953 A. Ascari
- 1954 J. M. Fangio
- 1955 J. M. Fangio
- 1956 J. M. Fangio
- 1957 J. M. Fangio
- 1958 M. Hawthorn
- 1959 J. Brabham
- 1960 J. Brabham
- 1961 P. Hill
- 1962 G. Hill
- 1963 J. Clark
- 1964 J. Surtees
- 1965 J. Clark
- 1966 J. Brabham
- 1967 D. Hulme
- 1968 G. Hill
- 1969 J. Stewart
- 1970 J. Rindt
- 1971 J. Stewart
- 1972 E. Fittipaldi
- 1973 J. Stewart
- 1974 E. Fittipaldi
- 1975 N. Lauda
- 1976 J. Hunt
- 1977 N. Lauda
- 1978 M. Andretti
- 1979 J. Scheckter
- 1980 A. Jones
- 1981 N. Piquet
- 1982 K. Rosberg
- 1983 N. Piquet
- 1984 N. Lauda
- 1985 A. Prost
- 1986 A. Prost
- 1987 N. Piquet
- 1988 A. Senna
- 1989 A. Prost
- 1990 A. Senna
- 1991 A. Senna
- 1992 N. Mansell
- 1993 A. Prost
- 1994 M. Schumacher
- 1995 M. Schumacher
- 1996 D. Hill
- 1997 J. Villeneuve
- 1998 M. Häkkinen
- 1999 M. Häkkinen
- 2000 M. Schumacher
- 2001 M. Schumacher
- 2002 M. Schumacher
- 2003 M. Schumacher
- 2004 M. Schumacher
- 2005 F. Alonso
- 2006 F. Alonso
- 2007 K. Räikkönen
- 2008 L. Hamilton
- 2009 J. Button
- 2010 S. Vettel
- 2011 S. Vettel
- 2012 S. Vettel
- 2013 S. Vettel
- 2014 L. Hamilton
- 2015 L. Hamilton
- 2016 N. Rosberg
- 2017 L. Hamilton
- 2018 L. Hamilton
- 2019 L. Hamilton
- 2020 L. Hamilton
- 2021 M. Verstappen
- 2022 M. Verstappen
- 2023 M. Verstappen
- 2024 M. Verstappen